# 小田友里恵
小田 友理恵（おだ ゆりえ）は、日本の心理学者。学術博士(法政大学)。専門は臨床心理学。法政大学現代福祉学部臨床心理学科助教。

## 略歴
ルーテル学院大学大学院総合人間学研究科にて臨床心理学を専攻し、法政大学大学院人間社会研究科へと進学、博士後期課程を修了する。東邦大学佐倉看護専門学校における学生相談室の心理カウンセラーや神戸大学、武蔵野大学において非常勤講師を務めた後、法政大学現代福祉学部助教となる。

## 著作等
- 『心理学者の考え方――心理学における批判的思考とは？』（新曜社、2022年）
- 『Re:mind Vol.1』（荒川出版会、2023年）

## 専門分野
- 臨床心理学